# Tiit Terik

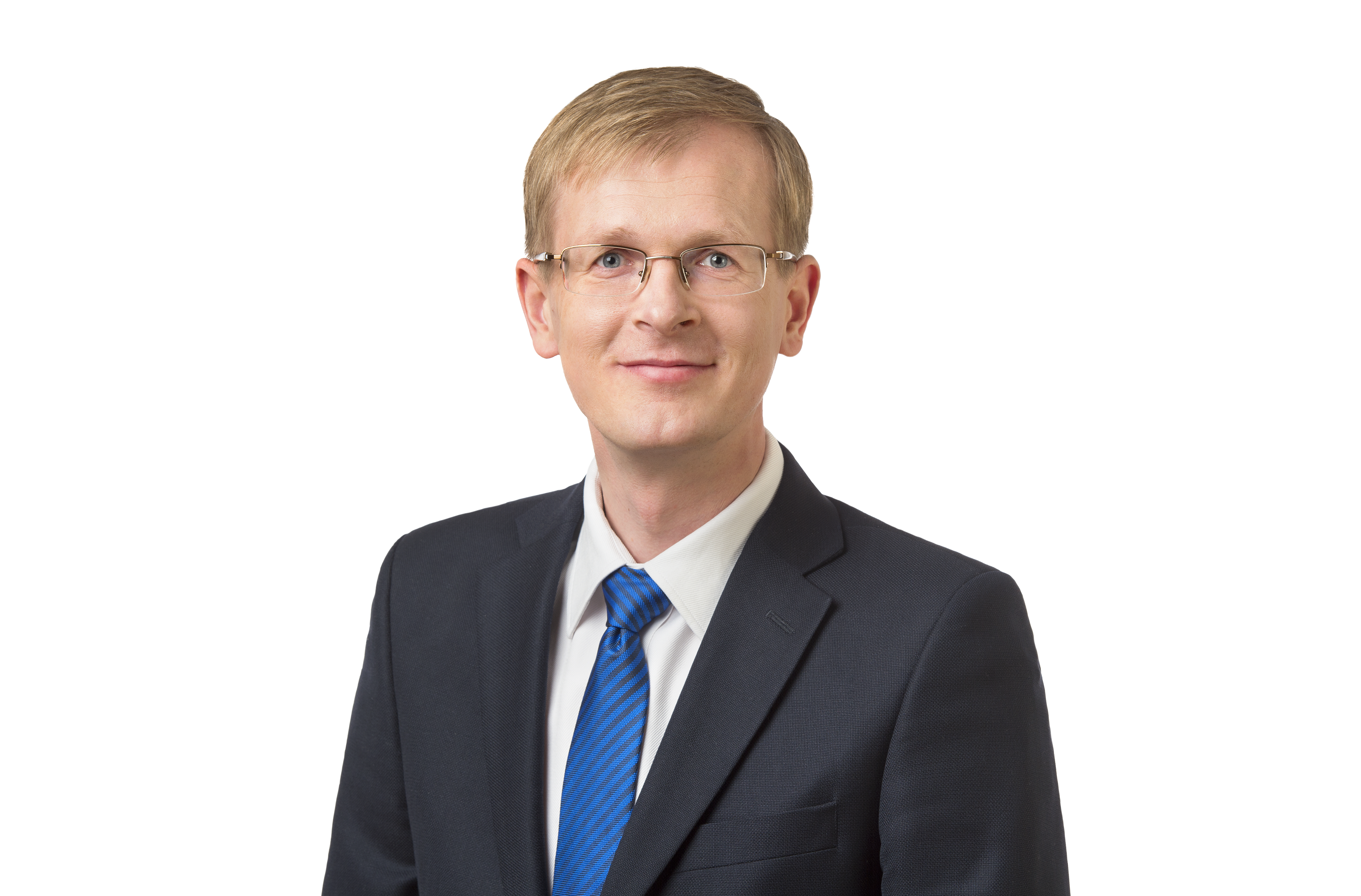
Tiit Terik (2017)

Tiit Terik (* 15. Juni 1979 in Tallinn) ist ein estnischer Politiker (K). Vom November 2021 bis zum 3. Juni 2022 war Terik Kulturminister der Republik Estland in der Koalitionsregierung von Ministerpräsidentin Kaja Kallas.

## Leben und Politik
Tiit Terik schloss 1997 die Schule in seiner Heimatstadt Tallinn ab.
Von 1997 bis 2002 studierte er Sozial- und Jugendarbeit am Pädagogischen Seminar in Tallinn. 2016 erhielt er den Magistergrad in Staatswissenschaften an der Universität Tallinn.
2007 trat Terik der Estnischen Zentrumspartei (Eesti Keskerakond) bei. 2009/2010 leitete er die Jugendorganisation der Partei. Seit 2009 wurde er bei den Kommunalwahlen regelmäßig in den Stadtrat von Tallinn gewählt.
Von 2007 bis 2013 war Terik Bürgermeister des Tallinner Stadtbezirks Pirita. Von 2013 bis 2016 war er Bezirksbürgermeister von Nõmme.
Von November 2016 bis März 2019 war Terik Abgeordneter im estnischen Parlament (Riigikogu).
Von April 2019 bis November 2021 war Terik Vorsitzender des Stadtrats der estnischen Hauptstadt Tallinn. Gleichzeitig war er ab 2019 Vorsitzender des Rats der estnischen Städte und Gemeinden (Eesti Linnade ja Valdade Liidu) und Mitglied des Europäischen Ausschusses der Regionen. Er ist aktives Mitglied im Freiwilligenverband der estnischen Streitkräfte (Kaitseliit).
Am 8. November 2021 wurde Terik Kulturminister der Republik Estland in der Koalitionsregierung unter Ministerpräsidentin Kaja Kallas. Er trat die Nachfolge seiner Parteifreundin Anneli Ott an. Mit dem Scheitern der Koalitionsregierung verlor er am 3. Juni 2022 sein Amt.

## Privates
Tiit Terik ist mit Jaana Terik verheiratet und Vater zweier Söhne.